# Pierre-Joseph-Olivier Chauveau
Pierre-Joseph-Olivier Chauveau, né le 30 mai 1820 à Charlesbourg et mort le 4 avril 1890 à Québec, est un homme politique, avocat, écrivain et professeur canadien-français.
Après la Confédération du Canada en 1867, il devient le 1er premier ministre du Québec.

## Biographie

### Famille et études

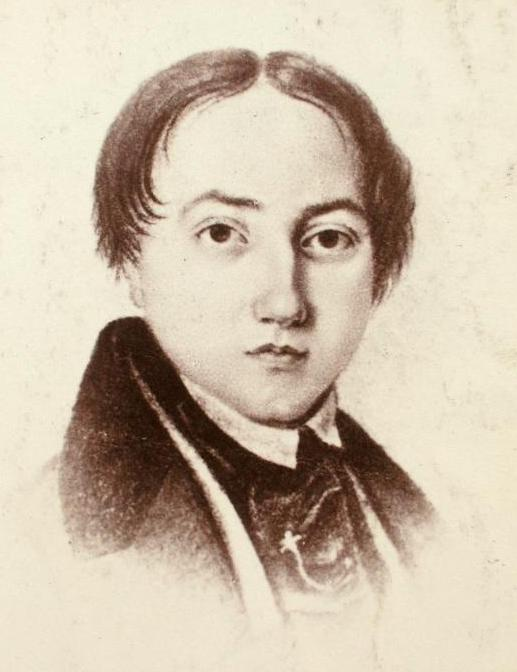
Portrait du jeune Pierre Joseph Olivier Chauveau.

Issu de la cinquième génération de la famille Chauveau depuis son établissement en Nouvelle-France, il est le fils de Pierre-Charles Chauveau et de Marie-Louise Roy. Son père, un marchand de Charlesbourg, décède alors qu'il n'a que quatre ans. Son grand-père maternel, Joseph Roy, un riche commerçant de Québec, accueille alors le jeune Chauveau et sa mère. Il grandit dans le Vieux-Québec, où il intègre le Petit Séminaire de Québec (Collège-François-de-Laval) à l'âge de neuf ans (de 1829 à 1837). Dans ce milieu privilégié, il étudie aux côtés de Elzéar-Alexandre Taschereau et Luc Letellier de Saint-Just. Doté d'un talent littéraire, il s'avère un élève brillant.
À dix-sept ans, il décide de choisir le droit plutôt que la prêtrise. Il fait son apprentissage auprès d'André-Rémi Hamel, avocat général du Bas-Canada, et de son oncle Louis-David Roy, avocat et ami de François-Xavier Garneau. Durant la Rébellion des Patriotes, Chauveau suit avec intérêt le déroulement des événements. En 1838, Le Canadien publie son premier poème, L'Insurrection, à propos de l'héroïsme des patriotes canadiens. Il s'oppose plus tard à l'Acte d'Union et appuie les idées du Parti rouge. Il termine ses études en droit chez George Okill Stuart, avec qui il apprend à maîtriser l'anglais. 
Le 22 septembre 1840, il se marie à Marie-Louise-Flore Masse, avec qui il aura 7 enfants (Marie-Anne-Louise-Flore (1842-1871), Marie-Caroline-Olympe (1844-1855), Pierre Rémi-André-David (1845), Charles-Thomas-Xavier-Alexandre (1847-1916), Marie-Luce-Marguerite-Éliza (1849-1875), Marie-Catherine-Henriette-Adéline (1851-1870), Marie-Esprit-Honorine (1854-1938)). Il est admis au barreau du Bas-Canada le 30 août 1841.

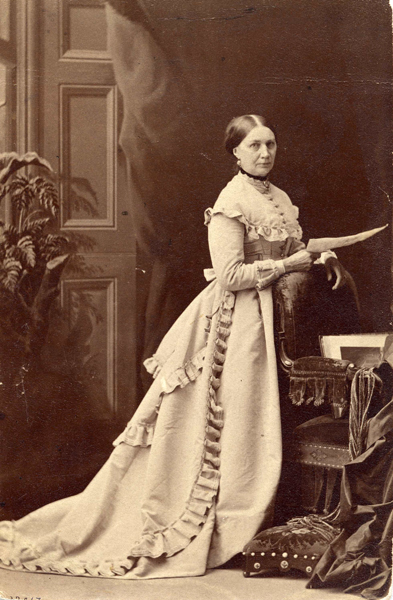
Son épouse Marie-Louise-Flore Masse, vers 1870.
Olympe et Flore, filles de Chauveau (tableau de Théophile Hamel, 1851-1852)[7].

### Avocat et débuts en politique

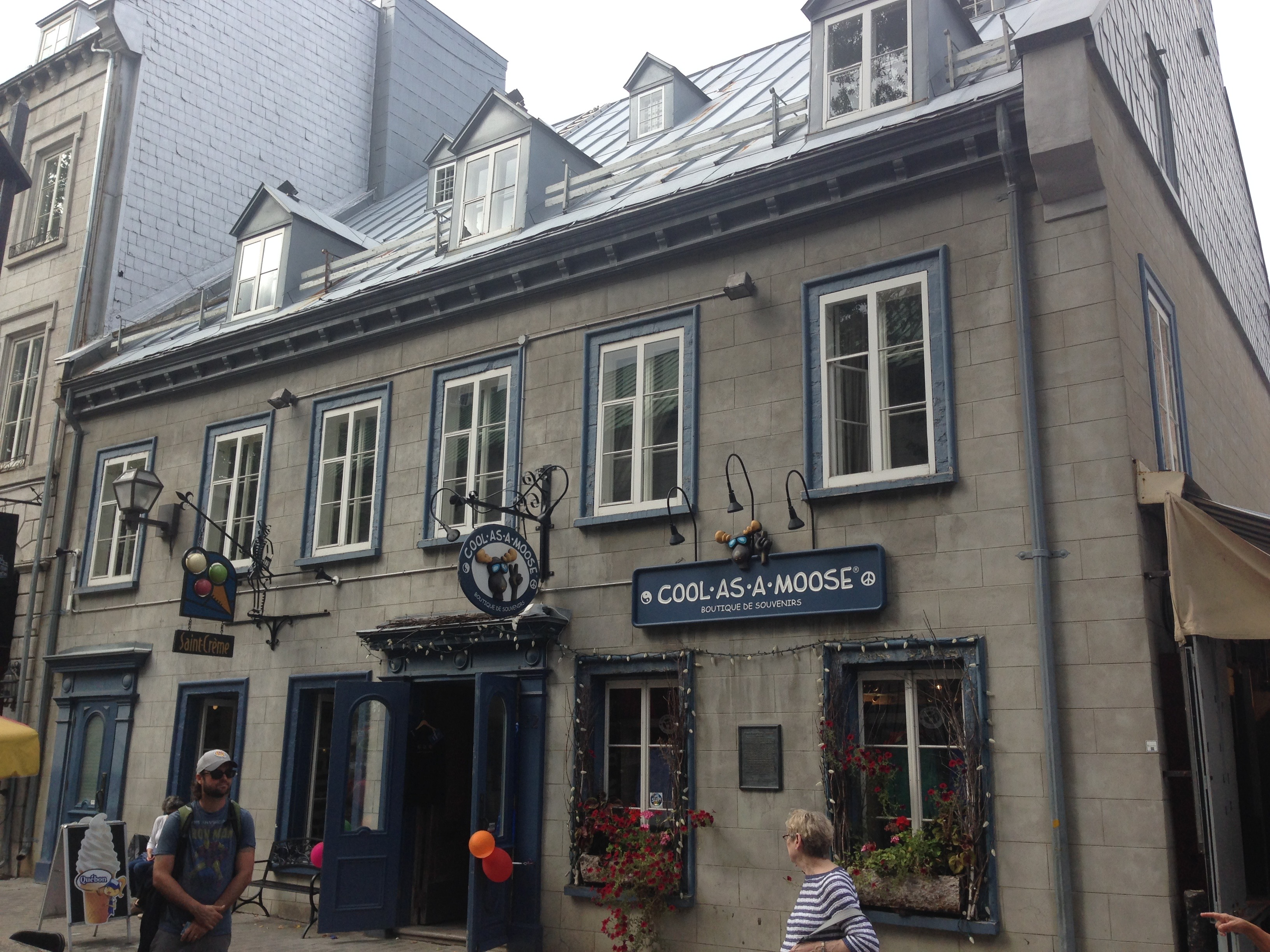
Chauveau réside la majeure partie de sa vie au no 22, rue Sainte-Anne, à Québec.

Son oncle l'invite alors à se joindre à son cabinet. Il exerce le droit avec lui jusqu'au 24 décembre 1849. Il s'associe ensuite avec Philippe Baby Casgrain. Pendant ce temps, Chauveau s'intéresse surtout à la politique et à la littérature. Il côtoie l'élite intellectuelle francophone au sein des sociétés patriotiques de Québec. En 1842, il participe à la création de la Société Saint-Jean-Baptiste de Québec, et en 1843, de la Société canadienne d’études littéraires et scientifiques. Il apprend à discourir en défendant des idées libérales et en s'opposant au colonialisme. Chauveau publie plusieurs lettres dans les journaux, dont Le Courrier des États-Unis. Il dénonce l'état moyenâgeux dans lequel est plongée la colonie, à la fois dominée par le mercantilisme et l'influence grandissante du clergé.

### Réformer la province du Canada

#### Député de Québec
En 1844, dans une élection en pleine crise de la responsabilité ministérielle, Chauveau est approché par les partisans de La Fontaine pour remporter le comté de Québec, détenu par John Neilson. Le 12 novembre, il remporte l'élection avec 1 000 voix de majorité. À l'ouverture de la 2e législature de la province du Canada, il joint les rangs de l'opposition parlementaire formée par le Parti réformiste. Parmi les idées qu'il défend en chambre : l'utilisation de la langue française au gouvernement, le gouvernement responsable, le rep by Pop et la réforme de la carte électorale, la vitalité économique de Québec (jusqu'à s'opposer parfois à des collègues montréalais) et l'hémorragie canadienne-française aux États-Unis. En marge de la politique, Chauveau publie également de façon anonyme, entre février 1846 et mars 1847, son roman Charles Guérin : roman de mœurs canadiennes. Il se réfugie à l'Islet durant l'épidémie de typhus de 1847. Il traitera d'ailleurs de ce sujet dans son roman : « À toutes les heures du jour, les chars funèbres se dirigeaient vers la nécropole (cimetière Saint-Louis) ; mais le soir c'était une procession tumultueuse, une véritable course aux tombeaux […]. Les Irlandais étaient à peu près les seuls à former des convois à la suite des dépouilles de leurs parents et ou de leurs amis. » Chauveau est réélu à l'élection de 1847. Dans ce deuxième mandat, il se trouve à mi-chemin entre les réformistes et les libéraux radicaux. Il continue à défendre les intérêts commerciaux de Québec et à dénoncer l'Union et le favoritisme britannique, se mettant parfois à dos des collègues. Chauveau est réélu sans opposition à l'élection de 1851. Dans le gouvernement d'Augustin-Norbert Morin, il devient solliciteur général du Canada. Ministre, il doit dorénavant faire preuve de plus de docilité. Il supporte le programme du parti, qui souhaite l'abolition du régime seigneurial et rendre électif le Conseil législatif. Il est président de l'Institut canadien de Québec en 1851-1852.
En 1853, il devient secrétaire provincial.

#### Surintendant de l'Éducation

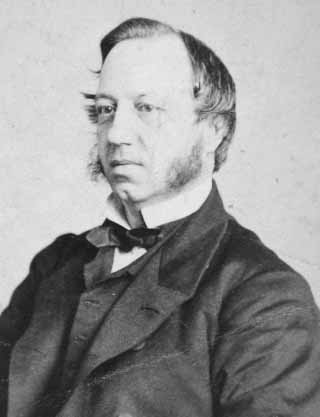
Chauveau en 1863.

En 1855, il devient surintendant du bureau d'Éducation, ce qui l'amène à déménager avec sa famille à Montréal. En 1857, il participe à la création des écoles normales ainsi qu'au lancement du Journal de l’Instruction publique, dont il assume la rédaction jusqu'en 1867. En 1859, ses efforts mènent également à la création du conseil de l'Instruction publique. Durant cette période, malgré le succès qu'il a obtenu précédemment en tant qu'écrivain, Chauveau préfère commenter la politique et la littérature canadienne et entretenir ses correspondances sur ces sujets. Sa passion pour la bibliophilie l'amène à constituer une collection de plusieurs milliers de livres traitant de l'histoire, de l'art et de jurisprudence. Membre du Parti bleu de Georges-Étienne Cartier, Chauveau participe à l'alliance de son parti avec les conservateurs anglais de John A. Macdonald. En 1866, à l'aube de la Confédération canadienne, Chauveau s'embarque pour un voyage en Europe pour s'inspirer des façons de faire de différents pays en matière d'éducation,.

### Premier ministre du Québec
À son retour en juin 1867, Chauveau se fait proposer de remplacer le juge Joseph-André Taschereau. Il décline, désirant poursuivre sa carrière politique dans le Canada fédéral. Au même moment, le parti conservateur veut faire de Joseph-Édouard Cauchon le premier chef de gouvernement du Québec. Cependant, les stratèges révèlent que son impopularité auprès des Protestants pourrait lui couter la victoire. Pierre-Joseph-Olivier Chauveau est alors propulsé sur le devant de la scène et est choisi pour représenter le parti. Aux élections de 1867, il est élu député de Québec à la fois à l'Assemblée législative du Québec et à la Chambre des communes du Canada. Il est assermenté en tant que 1er premier ministre du Québec,,. Il se donne également les postes de ministre de l'Instruction publique et de secrétaire provincial. Le jeu du double mandat — fédéral et provincial — qui caractérise la politique canadienne post-confédération rend difficile l'administration indépendante et efficace du Québec par Chauveau. Un des premiers dossiers de la province est le partage de la dette contractée par la province du Canada. Chauveau doit également bâtir l'appareil étatique en sanctionnant une série de lois. Il crée également la division du système scolaire au Québec entre catholiques et protestants. Son gouvernement est réélu à la suite des élections générales québécoises de 1871. Cependant, Chauveau doit gérer des luttes intestines au sein du parti avec les Ultramontains et leur programme catholique. Le 2 octobre 1873, il écrit : « Je vois moins clair devant moi que jamais dans mes affaires politiques et dans mes affaires personnelles. » Endetté, mal aimé, ennuyé par des problèmes personnels et surchargé par la quantité de travail à abattre, Chauveau demande conseil à Hector-Louis Langevin. Il lui suggère de démissionner, ce qu'il fait le 25 février 1873. Le procureur général du Québec, Gédéon Ouimet, lui succède comme premier ministre.

### Une fin de carrière difficile

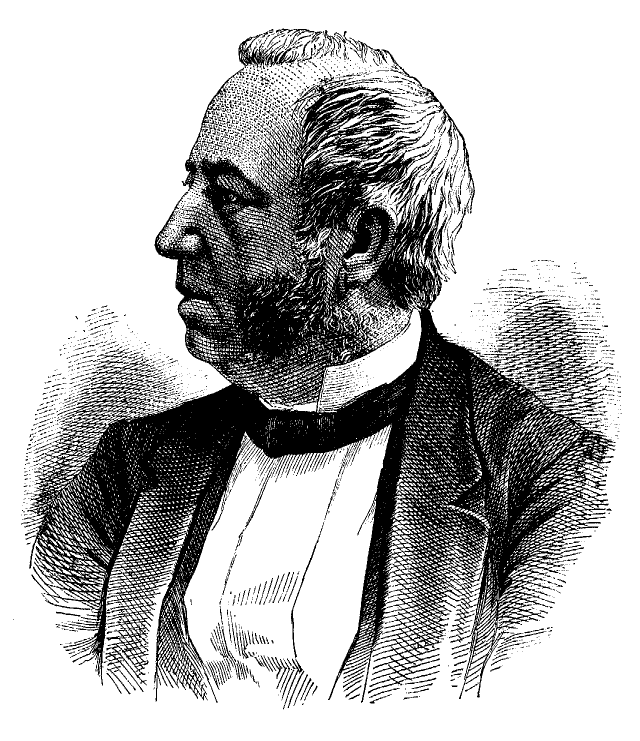
Chauveau en 1882.

#### Président du Sénat du Canada et fin de la politique
Quelques jours avant, sa sortie est assurée par une nomination comme sénateur de la division de Stadacona. Il est aussitôt nommé président du Sénat du Canada,. Cependant, il est remplacé dès janvier 1874 par David Christie en raison du changement de gouvernement au fédéral. Il abandonne alors son siège de sénateur. Aux élections fédérales canadiennes de 1874, il se présente comme candidat conservateur dans Charlevoix mais ne parvient pas à se faire élire. Chauveau se retrouve sans emploi et doit encore s'endetter. Sa femme décède en mai 1875. Il contacte Elzéar-Alexandre Taschereau, archevêque de Québec, afin que l'Église encourage son retour en politique. La lutte avec les Ultramontains l'empêche cependant de récolter les appuis nécessaires. Il songe à se présenter candidat dans Dorchester, mais abandonne le projet avec le décès de sa fille Éliza en décembre.

#### Shérif[12]et professeur
En 1876, il devient président de la Commission du havre de Québec. Cependant, Chauveau espère un poste beaucoup plus prestigieux. En septembre 1877, Charles-Eugène Boucher de Boucherville lui offre celui de shérif de Montréal. Il accepte, faute de mieux, et occupe le poste jusqu'en 1890. En 1878, il se joint à la faculté de droit de l'Université Laval à Montréal en tant que professeur. Là-aussi, Chauveau n'est pas aimé de tous et une pétition circule même pour exiger sa démission. Il reste cependant en poste et devient doyen de 1884 à 1890. Il est président de la Société royale du Canada de 1883 à 1884. Âgé dans la soixantaine, il continue d'être victime du harcèlement des ultramontains alors qu'on lui reproche d'appuyer des idées maçonniques.
Atteint de paralysie, Chauveau se retire dans son domicile du Vieux-Québec, où il meurt le 4 avril 1890, quelques semaines avant ses soixante-dix ans. Il est inhumé dans la chapelle des Ursulines où il repose toujours.

## Généalogie

Registres de l’état civil du Québec.
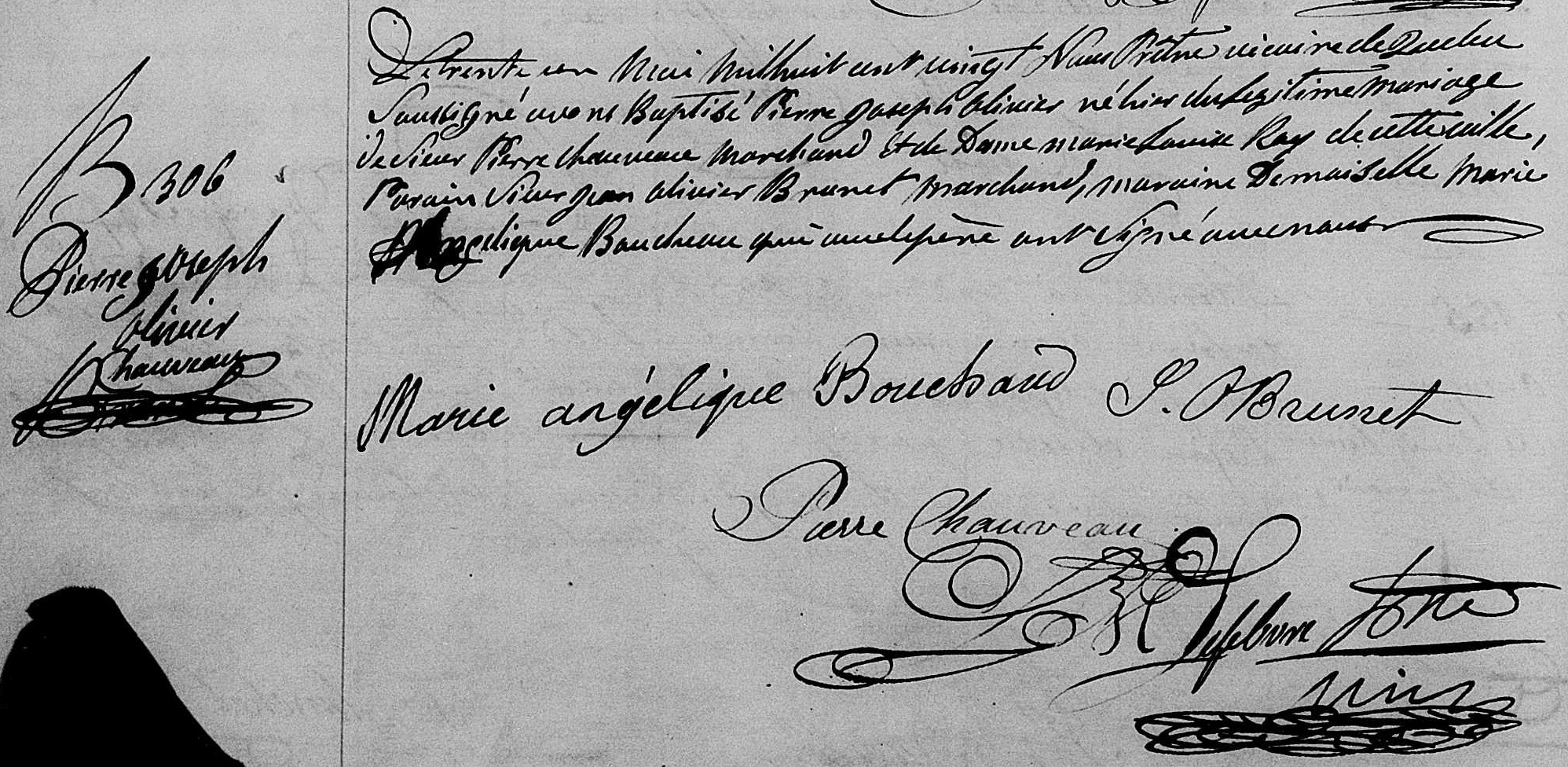
Acte de baptême de Pierre Joseph Olivier Chauveau. 31 mai 1820. Paroisse Notre-Dame-de-Québec de la ville de Québec.
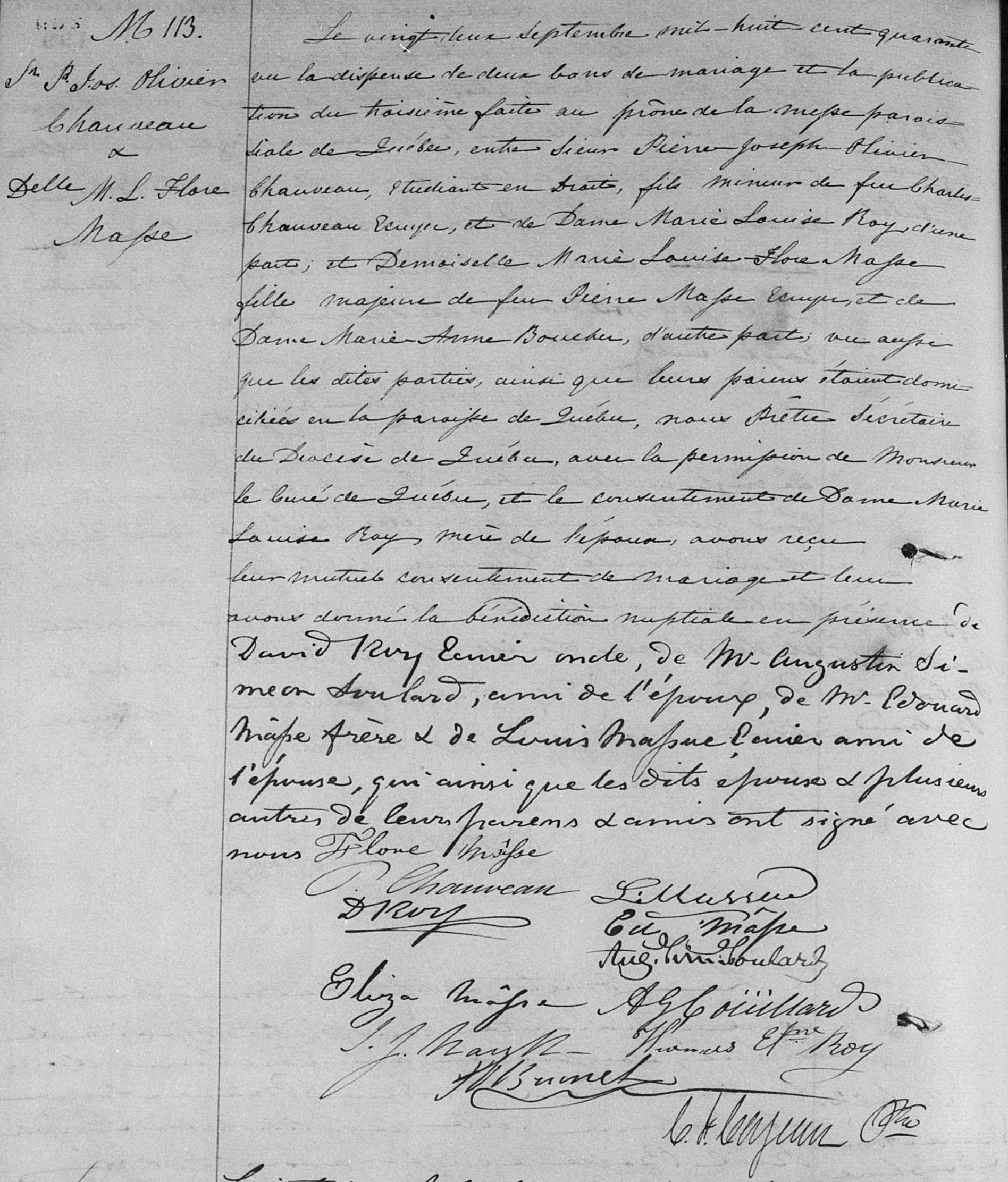
Acte de mariage entre Pierre-Joseph-Olivier Chauveau et Marie-Louise-Flore Masse. 22 septembre 1840. Paroisse Notre-Dame-de-Québec de la ville de Québec.
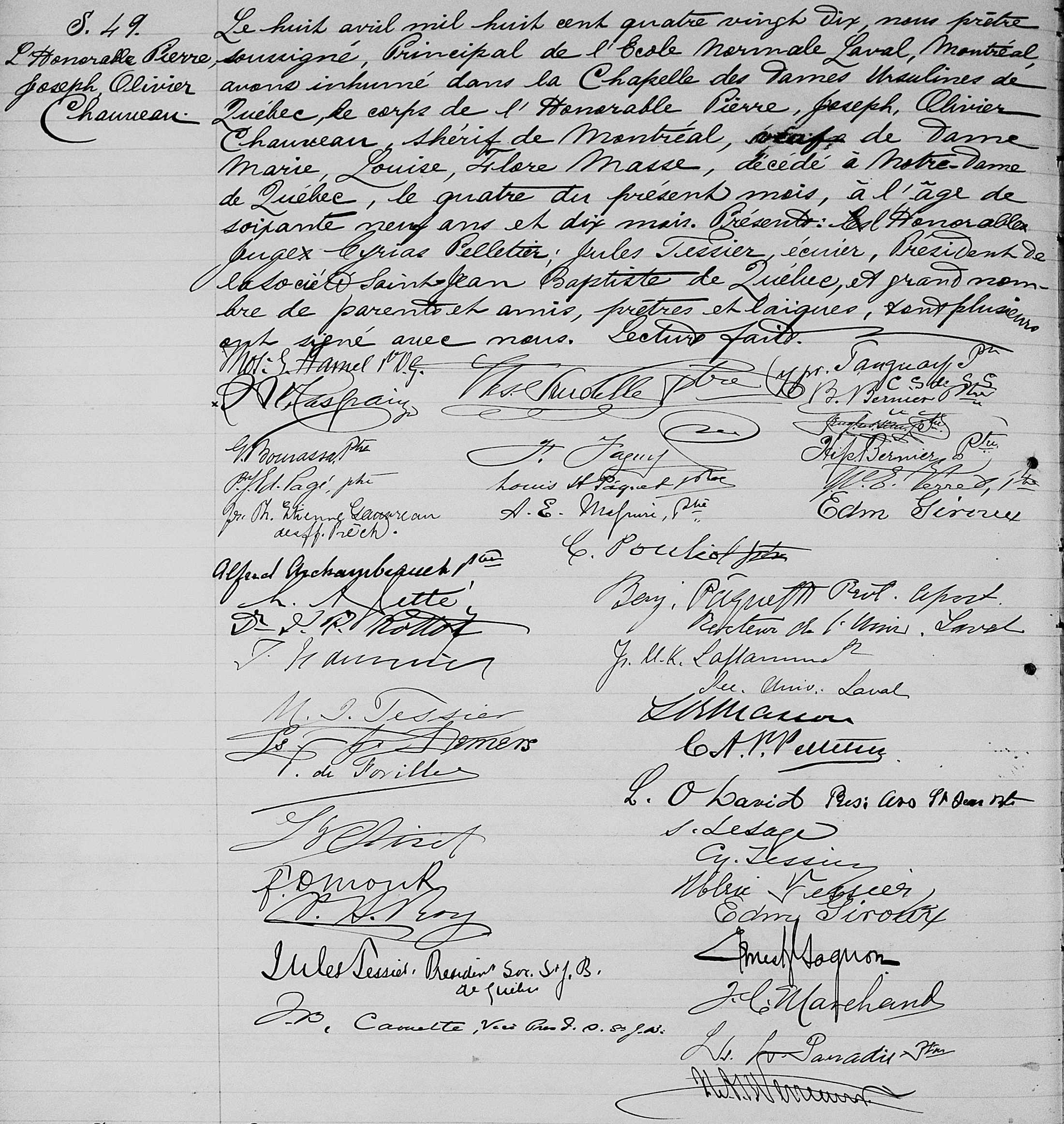
Acte de sépulture de Pierre Joseph Olivier Chauveau. 8 avril 1890. Paroisse Notre-Dame-de-Québec de la ville de Québec.

## Œuvre et périodiques
Orateur, poète, historien, biographe, romancier et essayiste, Chauveau a publié quelques ouvrages.

### Roman
- Charles Guérin : roman de mœurs canadiennes, 1846.

### Autres ouvrages
- La Pléiade rouge : biographies humoristiques, 1854[16]
- L'Instruction publique au Canada : précis historique et statistique, Québec, Imprimerie Augustin Coté et cie, 1876[17]
- Souvenirs et légendes (conférence faite à l'Institut canadien de Québec), Québec, Imprimerie A. Coté et cie, 1877[18]
- François-Xavier Garneau : sa vie et ses œuvres, 1883[19]

### Périodiques
- Le Canadien[20]
- Le Courrier des États-Unis[21] : 
  - Montréal, C.H. Cherrier éditeur, 1852, 359 p. avec errata (BAnQ).
- Journal of Education for Lower Canada[22]

## Collection
Chauveau a commencé à collectionner des livres anciens et modernes à l'âge de 15 ans. Il s'adonnera à sa passion toute sa vie, jusqu'à constituer une des plus belles collections privées du pays. En 1892, la Bibliothèque de la Législature fait l'acquisition des milliers de documents du fonds Chauveau. Bibliothèque et Archives Canada possède aussi une collection Pierre-Joseph-Olivier Chauveau qui contient de la correspondance et un registre de lettres.

## Distinctions
Pierre-Joseph-Olivier Chauveau a reçu les distinctions suivantes :

### Ordres
- Chevalier de l'ordre de Saint-Grégoire-le-Grand
- Commandeur de l'ordre de Saint-Sylvestre
- Commandeur de l'ordre de Pie IX

### Doctorats honorifiques
- Docteur honoris causa en lettres de l'Université Laval à Montréal
- Docteur honoris causa en droit de l'Université McGill
- Docteur honoris causa en droit de l'Université Bishop

### Mandats
- Conseiller de la Reine (1853)
- Membre de l'Académie royale de Belgique
- Officier de l'Instruction publique
- Président de l'Institut canadien-français de Montréal
- Président de la Société historique de Montréal
- Président de la Société d'archéologie et de numismatique de Montréal
- Président de la Société royale du Canada

## Hommages
- Québec : le parc Chauveau et la circonscription électorale provinciale de Chauveau. la rue Pierre-Joseph-Olivier Chauveau a été en son honneur de 1900
- Montréal : une rue
- Saint-Bruno-de-Montarville : une place
- Sherbrooke : une rue[25] et un parc[26]
- Gatineau : une rue
- Repentigny : une rue
- Drummondville : une rue
- Trois-Rivières : une rue
- Saguenay : une rue
- Sainte-Julie : une rue
- Laval : une rue
- Neufchâtel et Québec : La Commission scolaire régionale Chauveau qui était présente dans la région de la ville de Québec a été nommée à son honneur[27].

## Résultats électoraux

### Résultats électoraux provinciaux
|       | Nom                            | Parti        | Nombre de voix    | %                 | Maj.              |
| ----- | ------------------------------ | ------------ | ----------------- | ----------------- | ----------------- |
|       | Pierre-Joseph-Olivier Chauveau | Conservateur | (sans opposition) | (sans opposition) | (sans opposition) |
| Total | Total                          | Total        | -                 | -                 |                   |

|       | Nom                                      | Parti        | Nombre de voix | %      | Maj.  |
| ----- | ---------------------------------------- | ------------ | -------------- | ------ | ----- |
|       | Pierre-Joseph-Olivier Chauveau (sortant) | Conservateur | 1 447          | 79,4 % | 1 071 |
|       | François Éventurel                       | Libéral      | 376            | 20,6 % | -     |
| Total | Total                                    | Total        | 1 823          | 100 %  |       |

## Résultats électoraux du Parti conservateur du Québec sous Chauveau
| Partis | Partis                   | Chef                             | Candidats | Sièges                                                                  | Sièges | Voix   | Voix   | Voix |
| Partis | Partis                   | Chef                             | Candidats | [[Élections générales québécoises de #Résultats par parti politique\|]] | Élus   | Nb     | %      | +/-  |
| --- | ------------------------ | -------------------------------- | --------- | ----------------------------------------------------------------------- | ------ | ------ | ------ | ---- |
| | Conservateur             | Pierre-Joseph-Olivier Chauveau   | 59        | -                                                                       | 51     | 40 474 | 53,5 % | -    |
| | Libéral                  | Henri-Gustave Joly de Lotbinière | 47        | -                                                                       | 13     | 26 842 | 35,5 % | -    |
| | Conservateur indépendant | Conservateur indépendant         | 13        | -                                                                       | -      | 7 144  | 9,4 %  | -    |
| | Libéral indépendant      | Libéral indépendant              | 3         | -                                                                       | -      | 1 245  | 1,6 %  | -    |
| Total | Total                    | Total                            | 122       |                                                                         | 64     | 75 705 | 100 %  |      |
| Le taux de participation lors de l'élection était de 46,8 % et 0 bulletins ont été rejetés. Il y avait 113 900 personnes inscrites sur la liste électorale pour l'élection, toutefois seules 161 800 personnes avaient plus d'un candidat dans leur district. |                          |                                  |           |                                                                         |        |        |        |      |

| Partis | Partis                   | Chef                             | Candidats | Sièges | Sièges | Voix   | Voix   | Voix    |
| Partis | Partis                   | Chef                             | Candidats | 1867   | Élus   | Nb     | %      | +/-     |
| --- | ------------------------ | -------------------------------- | --------- | ------ | ------ | ------ | ------ | ------- |
| | Conservateur             | Pierre-Joseph-Olivier Chauveau   | 59        | 51     | 46     | 31 168 | 51,7 % | -1,77 % |
| | Libéral                  | Henri-Gustave Joly de Lotbinière | 37        | 13     | 19     | 23 760 | 39,4 % | +3,95 % |
| | Conservateur indépendant | Conservateur indépendant         | 11        | -      | -      | 4 545  | 7,5 %  | -1,9 %  |
| | Indépendant              | Indépendant                      | 2         | -      | -      | 823    | 1,4 %  | -       |
| Total | Total                    | Total                            | 109       | 64     | 65     | 60 296 | 100 %  |         |
| Le taux de participation lors de l'élection était de 58,9 % et 0 bulletins ont été rejetés. Il y avait 172 369 personnes inscrites sur la liste électorale pour l'élection, toutefois seules 102 380 personnes avaient plus d'un candidat dans leur district. |                          |                                  |           |        |        |        |        |         |